# Zebra
As zebras são mamíferos que pertencem à família dos cavalos, os equídeos, nativos da África central e do sul. A pelagem deste animal consiste num conjunto de listras contrastantes de cor, com o seu corpo todo branco e algumas listras pretas, dispostas na vertical, exceptuando nas patas, onde se encontram na horizontal. São geralmente animais sociais que vivem desde pequenos haréns a grandes manadas. Ao contrário de seus parentes mais próximos, cavalos e burros, zebras nunca foram verdadeiramente domesticadas.
É nas savanas africanas onde as zebras habitam. Encontram-se distribuídas por famílias: macho, fêmeas e filhotes. Estes animais, por serem atacados habitualmente por leões, podem se tornar animais extremamente velozes, pois para fugirem dos predadores, utilizam a fuga e seus fortes coices, podendo quebrar até a mandíbula de um felino. As listras das zebras vão escurecendo com a idade, e estes animais, embora se pareçam, não são todos iguais.
Há três espécies de zebras: a zebra-da-planície, a zebra-de-grevy e a zebra-da-montanha. A zebra-das-planícies e a zebra-da-montanha pertencem ao subgénero Hippotigris, mas a zebra-de-grevy é a única espécie do subgénero Dolichohippus. Esta última se assemelha a um jumento, ao qual está intimamente relacionada, enquanto as duas anteriores são mais parecidas com cavalos. Todas as três pertencem ao género Equus, junto com outros equídeos vivos.
Não se encontram à beira da extinção, embora a zebra-das-montanhas esteja ameaçada. A subespécie de zebra-das-planícies conhecida como cuaga (do inglês quagga, que designa o som que o animal produzia cuahaa), Equus quagga quagga, estava extinta, mas projetos de cruzamento entre zebras com coloração semelhante já recuperaram a espécie antes extinta, e o projeto liberou com sucesso vários exemplares na natureza.
As zebras são animais herbívoros e se alimentam, preferencialmente, em pastagens da savana africana.

## Taxonomia
Zebras evoluíram entre os cavalos do Velho Mundo nos últimos 4 milhões de anos. Zebras-de-grevy (e talvez também zebras-da-montanha) são, juntamente com jumentos e burros, em uma linhagem separada de outras linhagens da zebra. Isto significa que ou equídeos listrados evoluíram mais de uma vez, ou que os ancestrais comuns de zebras e burros foram listrados e só zebras mantiveram as listras. Listras extensivas postulam ter sido de pouca utilidade para equídeos que vivem em baixas densidades em desertos (como jumentos e alguns cavalos) ou aqueles que vivem em climas mais frios, com casacos peludos e sombreamento anual (como alguns cavalos).
Subgênero Dolichohippus
- Equus grevyi – Zebra-de-grevy

Subgênero Hippotigris
- Equus quagga – Zebra-da-planície[4]
  - E. q. crawshayi – Zebra-de-crawshaw
  - E. q. burchelli – Zebra-de-burchell
  - E. q. chapmanni – Zebra-de-chapmann
  - E. q. boehmi – Zebra-de-grant
  - E. q. quagga – Quagga
  - E. q. borensis
- Equus zebra – Zebra-das-montanhas[4]
  - E. z. hartmannae – Zebra-de-hartmann
  - E. z. zebra – Zebra-do-cabo

A zebra-da-planície (Equus quagga, anteriormente Equus burchelli) é a mais comum, e tem ou teve cerca de seis subespécies distribuídas em grande parte da África austral e oriental. Ela, ou subespécies particulares dela, também foram conhecidas como zebra-comum, zebra-de-burchell (na verdade, a subespécie Equus quagga burchellii), a zebra-de-chapman, a zebra-de-wahlberg, zebra-de-selous, zebra-de-grant, a zebra-de-boehm e o quagga (outra subespécie extinta, Equus quagga quagga).
A zebra-da-montanha (Equus zebra) do sudoeste da África tende a ter um casaco elegante, com uma barriga branca e listras mais estreitas do que as zebras-da-planície. Tem duas subespécies e é classificada como vulnerável.
Zebra-de-grevy (Equus grevyi) é a maior, com uma longa e estreita cabeça, fazendo com que pareça um tanto com o burro. É um habitante das pradarias semiáridas da Etiópia e no norte do Quênia. Zebra-de-grevy é a espécie mais rara, e é classificada como ameaçada.
Embora as espécies de zebra possam ter distribuições coincidentes, eles não cruzam. Em cativeiro, as zebras-das-planícies foram cruzados com as zebras-da-montanha. Os potros híbridos não tinham uma papada e se assemelhava a zebra-das-planícies apesar de suas orelhas maiores e sua pelagem da parte posterior. Tentativas de procriar zebras-de-grevy machos com zebras-da-montanha fêmeas resultou em uma alta taxa de aborto. Em cativeiro, os cruzamentos entre zebras e outros equinos (não-zebras) produziram diversos híbridos distintos, incluindo o zebroide, zebralo. Em certas regiões do Quênia, as zebras-das-planícies e de Grevy coexistem, e híbridos férteis ocorrem.

## Características físicas
A zebra-das-planícies mede cerca de 1,3 m no ombro, com um corpo entre 2 e 2,6 m de comprimento, com uma cauda de 0,5 m. Ela pode pesar até 350 kg, sendo os machos um pouco maior do que as fêmeas.

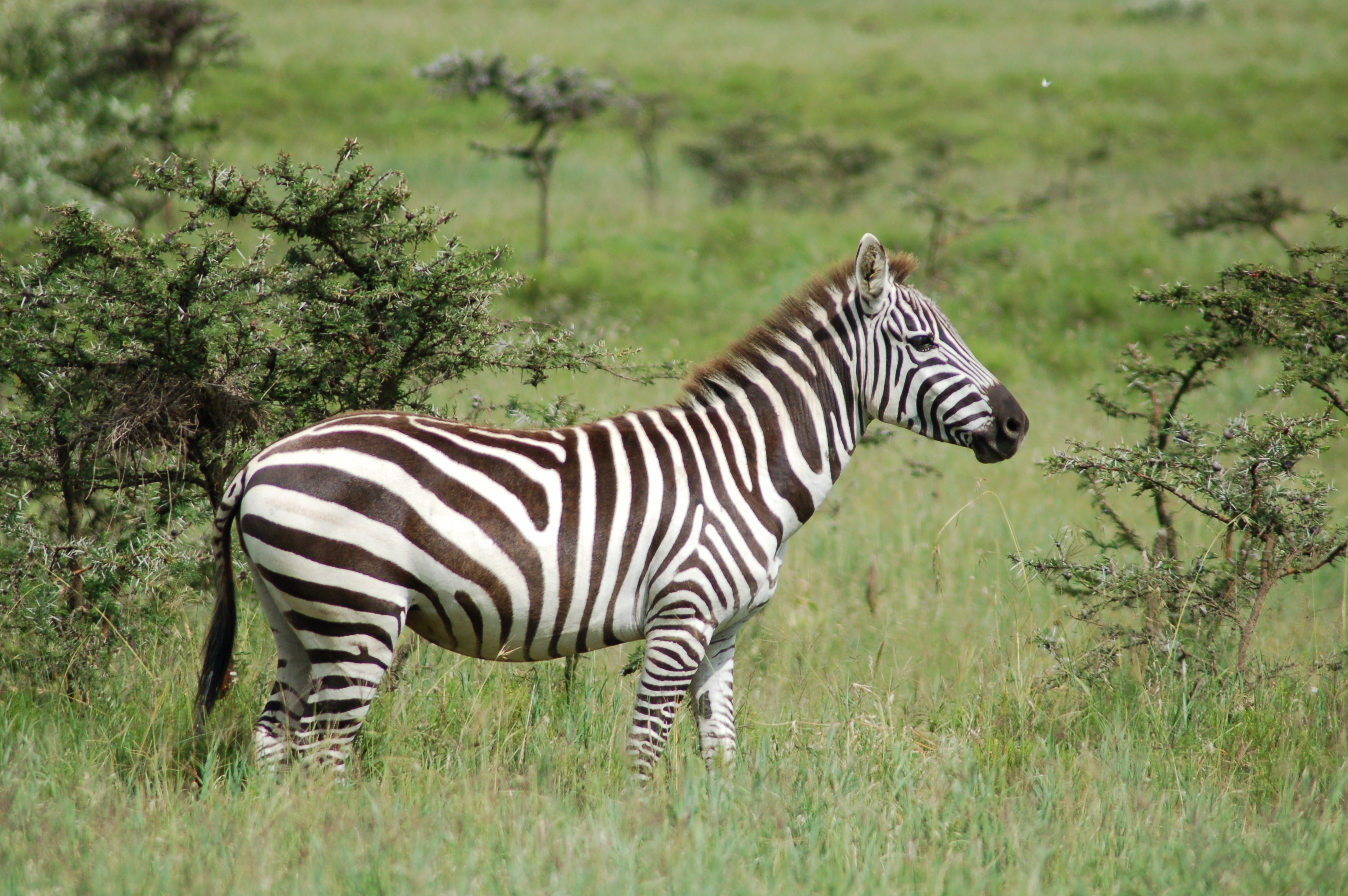
Zebra-da-planície, norte da Tanzânia

A zebra-de-grevy possui 1,5 m de altura no ombro e pesa cerca de 450 kg. Suas listras são muito estreitas, não cruzam sobre a parte inferior das costas como fazem as zebras-da-montanha-do-cabo.

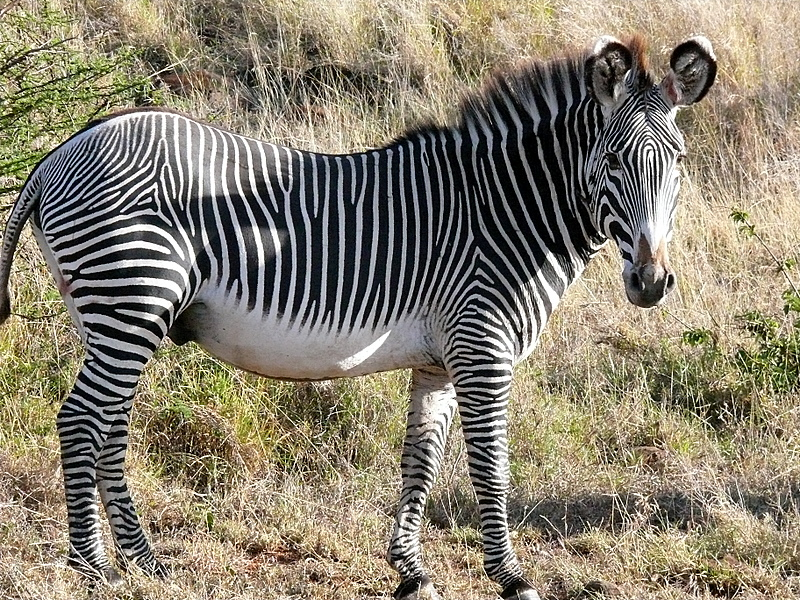
Zebra-de-Grevy. Lewa, Quênia

A zebra-da-montanha-do-cabo é a menor zebra, de pé mede cerca de 1,2 m na altura do ombro e pesa cerca de 272 kg. As listras da zebra-da-montanha-do-Cabo são ligeiramente mais largas e mais curtas do que as da outra subespécie, a zebra-da-montanha da Namíbia. A zebra-da-montanha-do-Cabo tem uma barbela sob o maxilar inferior, que outras zebras não têm.

### Listras
Anteriormente acreditava-se que zebras eram animais brancas com listras pretas, uma vez que algumas zebras têm ventres brancos. Evidências embriológicas, no entanto, mostram que a cor de fundo do animal é preto e as listras brancas e barrigas são adições. É provável que as tiras são causadas por uma combinação de fatores.
As tiras são geralmente verticais na cabeça, pescoço, parte dianteira, e corpo principal, com riscas horizontais na parte de trás e nas pernas do animal.
Uma grande variedade de hipóteses têm sido propostas para explicar a evolução das listras marcantes de zebras. A mais tradicional destas (1 e 2, abaixo) referem-se a camuflagem.
1. A segmentação vertical pode ajudar a esconder zebra na grama perturbando o seu contorno.[10] Além disso, mesmo a distâncias moderadas, as listras impressionantes aparentam um cinza claro.
2. As listras podem ajudar a confundir os predadores pelo movimento do bando - um grupo de zebras em pé ou em movimento juntos podem parecer como uma grande massa de listras tremeluzentes, tornando mais difícil para que o leão escolha um alvo.[10]
3. As listras podem servir como pistas visuais e identificação.[2] Embora o padrão de listras seja único para cada indivíduo, não se sabe se as zebras podem reconhecer uma a outra por suas listras.
4. As listras de zebras são usadas para controlar a temperatura do corpo é um mecanismo subjacente para suprimir o aquecimento em zebras vivas.[11]
5. Experimentos feitos por diferentes pesquisadores indicam que as listras são eficazes em atrair menos moscas, incluindo moscas tsé-tsé sugadoras de sangue e mutucas.[9][12] Uma experiência de 2012 na Hungria mostrou que os modelos listrados eram quase minimamente atraente para tabanídeos mutucas. Estas moscas são atraídas para a luz polarizada linearmente, e o estudo mostrou que as listras pretas e brancas perturbam o padrão atraente. Além disso, a atratividade aumenta com a largura de banda, por isso, as listras relativamente estreitas das três espécies vivas de zebras deve ser pouco atraente para mutucas.[13][14]  Pesquisadores registraram três zebras de planícies cativas e nove cavalos de coloração monocromática em campos adjacentes e descobriram que a aproximação final das moscas aos animais listrados revelou que os insetos não desaceleraram e, em vez disso, voaram sobre as listras ou trombam contra nelas. As moscas pousaram nas zebras em uma média de um quarto da taxa que elas pousaram nos cavalos.[15]

## Comportamento
Zebras são animais sociais como a maioria dos equídeos e vivem em grupos sociais. Entretanto, a organização social não é a mesma.

### Organização social

#### Zebra-da-planície

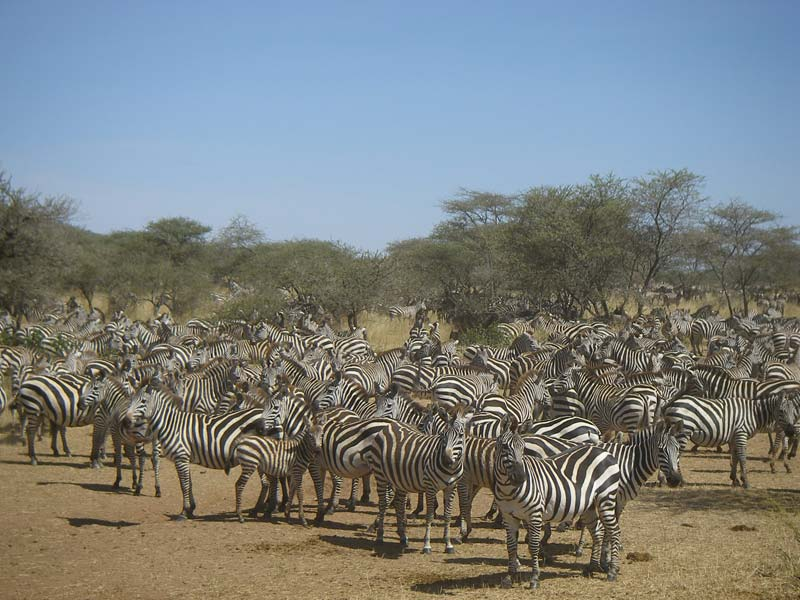
Zebras-da-planície se unem em grupos sociais que consistem de haréns.

A zebra-das-planícies tem um sistema social complexo, com a principal unidade social que consiste de um "harém", que conta com um único macho, de um a seis fêmeas, que são tipicamente independentes, e um número de filhotes. O macho dominante tem acesso exclusivo de reprodução com fêmeas, mas deve lutar contra os machos solteiros desafiantes. As lutas são ferozes, e envolvem mordidas bem como batidas poderosas com as patas da frente e coices com os pés traseiros. Se o desafiante prova vitorioso, o macho é conduzido para longe do harém, e, geralmente, vai participar de um grupo de machos solteiros que ainda tem que não tiveram um confronto bem-sucedido, é velho demais para competir, ou também foram expulsos.
Curiosamente, grandes rebanhos de zebra das planícies, por vezes, se formam, geralmente quando pastando, dormindo ou se movendo entre as áreas; e são compostas de grupos de solteiros, bem como haréns. Elas também costumam se juntar a outras espécies em migrações. A migração é bem estudada na região do Serengeti-Mara, onde, com gnus-azuis e gazelas, rebanhos embarcam na maior migração no mundo.

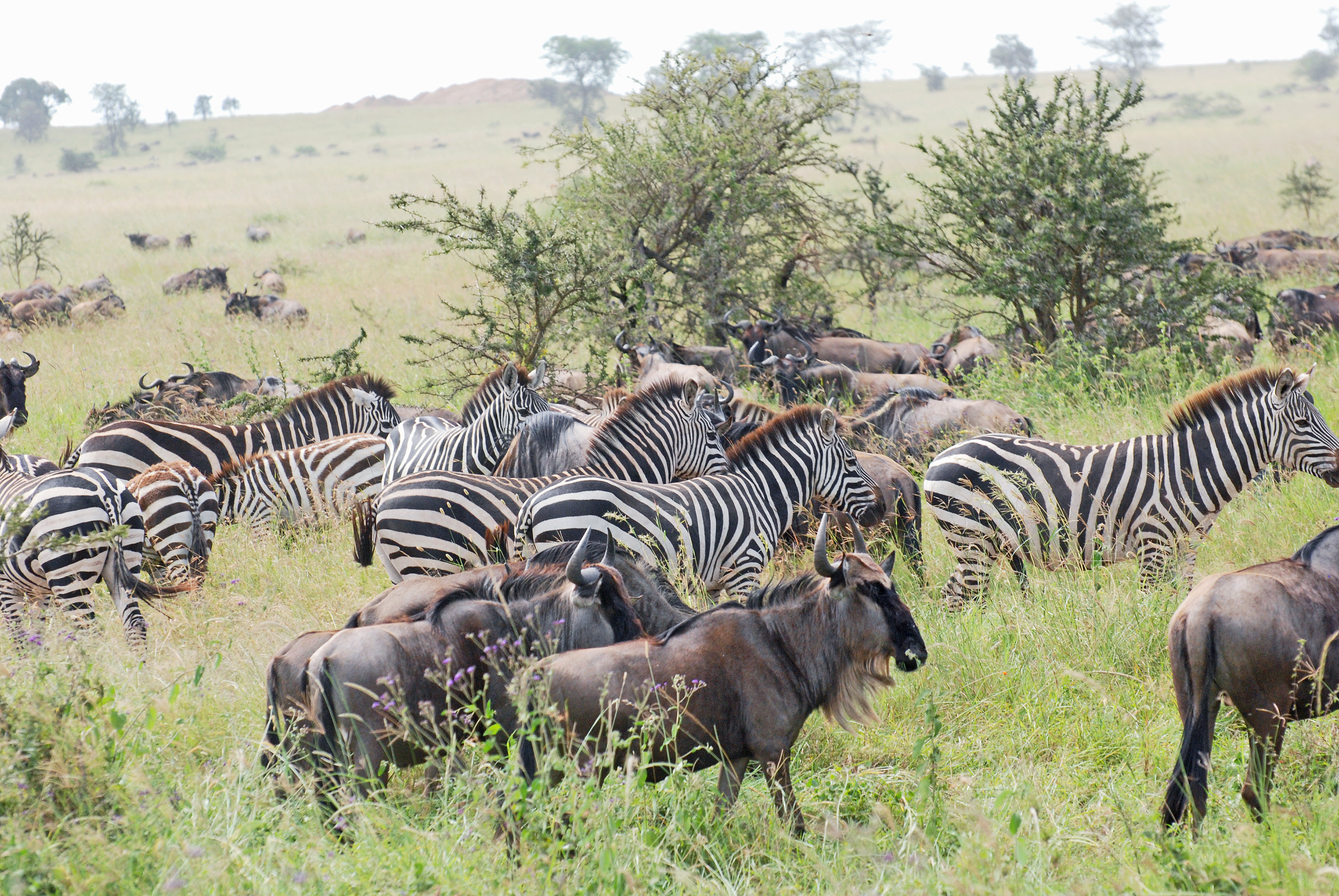
Zebras e gnus-azuis se juntam numa enorme migração na região do Serengeti.

Quando o grupo está se alimentando ou bebendo, um animal fica de guarda. Se um predador se aproxima , como um bando de cães-selvagens-africanos ou leões, o garanhão se move para a parte de trás do rebanho em fuga e garante que nenhum único animal fica para trás ou se separa e se torne vulnerável a ataques. Zebras que ficam isoladas chamam a atenção para a sua situação, fazendo um som áspero como uma combinação de latido e zurro, que atrai as outras zebras de volta para protegê-la.

#### Zebra-da-montanha
Esta espécie vive em rebanhos de criação, composto por um macho adulto, de 1 a 5 fêmeas adultas e seus filhotes. Todos os membros ocupam uma posição dentro de uma hierarquia social, liderada pelo garanhão adulto dominante, que é responsável pela defesa do rebanho. Rebanhos de reprodução habitam locais coincidentes um com os outros, sem evidências de territorialidade, e às vezes rebanhos até mesmo se juntam para formar as populações temporárias maiores de até cerca de 30 indivíduos.
Machos excedentes vivem em grupos de solteiro, a partir do qual os indivíduos tentam periodicamente estabelecer um novo rebanho de cria com jovens do sexo feminino ou assumir um rebanho existente, enfrentando o garanhão dominante. No entanto, os rebanhos de criação, muitas vezes permanecem estáveis ao longo de muitos anos (até 20 registrados), com éguas geralmente permanecendo em um rebanho por toda a vida. Novos garanhões podem precisar passar por corte de até três anos antes de éguas em um rebanho aceitarem o seu novo garanhão.

#### Zebra-de-grevy

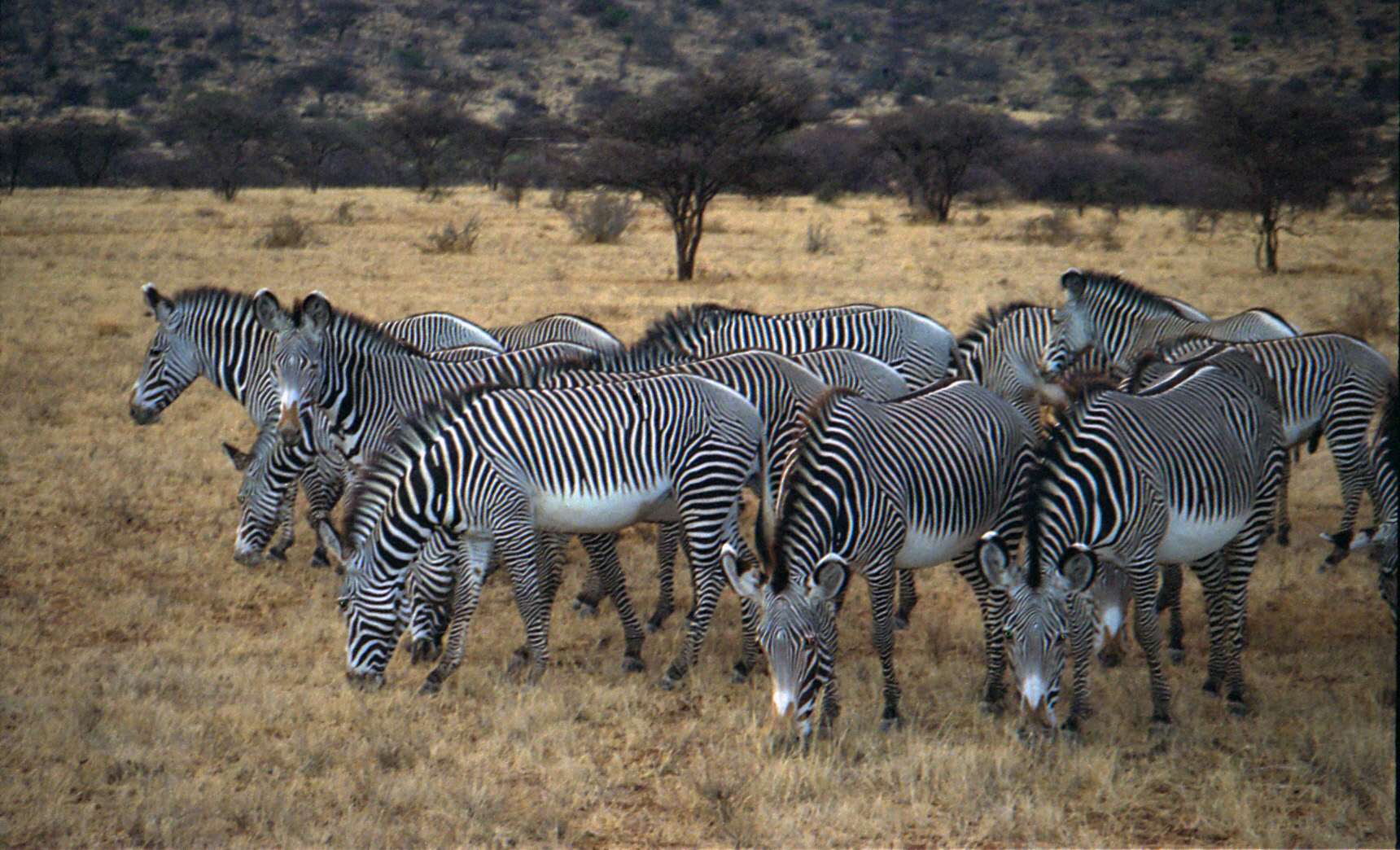
As zebras se reúnem em bandos. Zebras-de-grevy na Reserva Natural de Samburo, Quênia

Zebras-de-grevy tem uma sociedade muito mais aberta do que os de outras espécies de equídeos e associações entre os indivíduos, a não ser entre uma mãe e seu potro, raramente duram mais do que alguns meses.
Dentro de uma única população, cerca de dez por cento dos garanhões maduros vai ocupar territórios dos quais eles têm acesso exclusivo às fêmeas receptivas, embora outros machos ainda são tolerados dentro da área, as fêmeas não são fornecidas no cio. Esses territórios são patrulhados e marcados com esterco e são os maiores de todos os herbívoros vivos, com até 10 km². Machos territoriais também vocalizam alto para afirmar seu domínio no território.
Grupos temporários de entre seis a vinte zebras-de-grevy também formam e podem ser do mesmo sexo ou mistos.

### Comunicação
Entre todos os membros da família do cavalo, o posicionamento das orelhas, o alongamento dos cantos da boca, a exposição dos dentes, a abertura da boca, e o posicionamento da cabeça e cauda servem como sinais do humor ou intenções de um indivíduo. Orelhas baixadas contra a cabeça é sinal de perigo, especialmente quando acompanhada por uma cabeça baixa e boca aberta.
Com a zebra-da-planície, seis chamadas e duas expressões faciais são usadas na comunicação entre indivíduos. Três dessas chamadas são usadas como alerta de predadores ou chamados de ameaça, um é usado para comunicar lesão, outro é usado em perigo, e o último é usado no contato entre indivíduos. Além disso, elas são capazes de reconhecer visualmente entre si com base nos padrões das listras, que são únicos para cada indivíduo. Garanhões de diferentes grupos cumprimentam uns aos outros com as orelhas para cima.
Zebras-da-montanha fazem uma variedade de vocalizações. Garanhões fazem uma chamada aguda ou bufam para alertar membros do rebanho ao perigo. Garanhões solteiros fazem um guincho longo quando confrontados por um macho líder do rebanho. Para expressar contentamento quando se alimentam, zebras-da-montanha fazem um som suave causado por forçar o ar entre os lábios fechados.

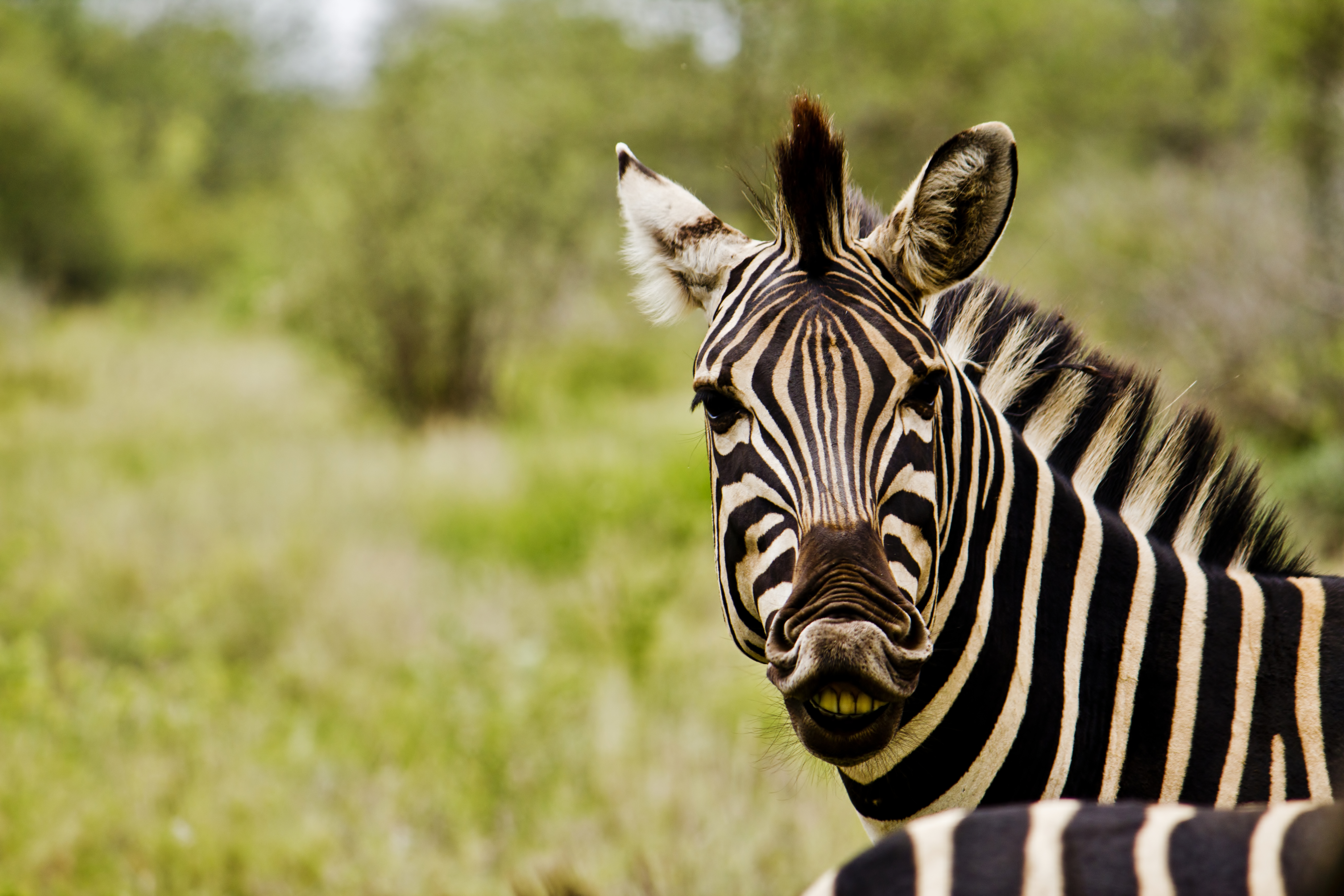
Zebra mostrando o incisivo, como ato de inferioridade perante animais mais velhos.

Durante rituais de saudações, as zebras-da-montanha tocam narizes e comunicam a classificação pelo posicionamento das orelhas. Como um gesto de inferioridade, os indivíduos mais jovens mantem seus ouvidos para o lado e fazem movimentos de mastigação com os incisivos expostos ao cumprimentar adultos.
Zebras-de-grevy são muito vocais, embora não tão vocais como as zebras-das-planícies. Seu vocabulário inclui vários tons distintos. Os indivíduos muitas vezes emitem esses tons quando eles estão fugindo de predadores ou quando eles estão lutando.

### Reprodução

#### Zebra-da-planície
Acasalam o ano inteiro mas picos de nascimentos ocorrem principalmente durante a estação chuvosa. O período de gestação dura cerca de 360-396 dias de hoje, e um único jovem é produzido, que é capaz de ficar em pé quase imediatamente e começa a pastar dentro de uma semana. O potro é desmamado entre 7 e 11 meses e atinge a puberdade aos 16 a 22 meses. O jovem dispersa voluntariamente do grupo com idade entre um e três anos, com os machos se juntando aos grupos de solteiros, até capaz de competir com cerca de 4 anos de idade.

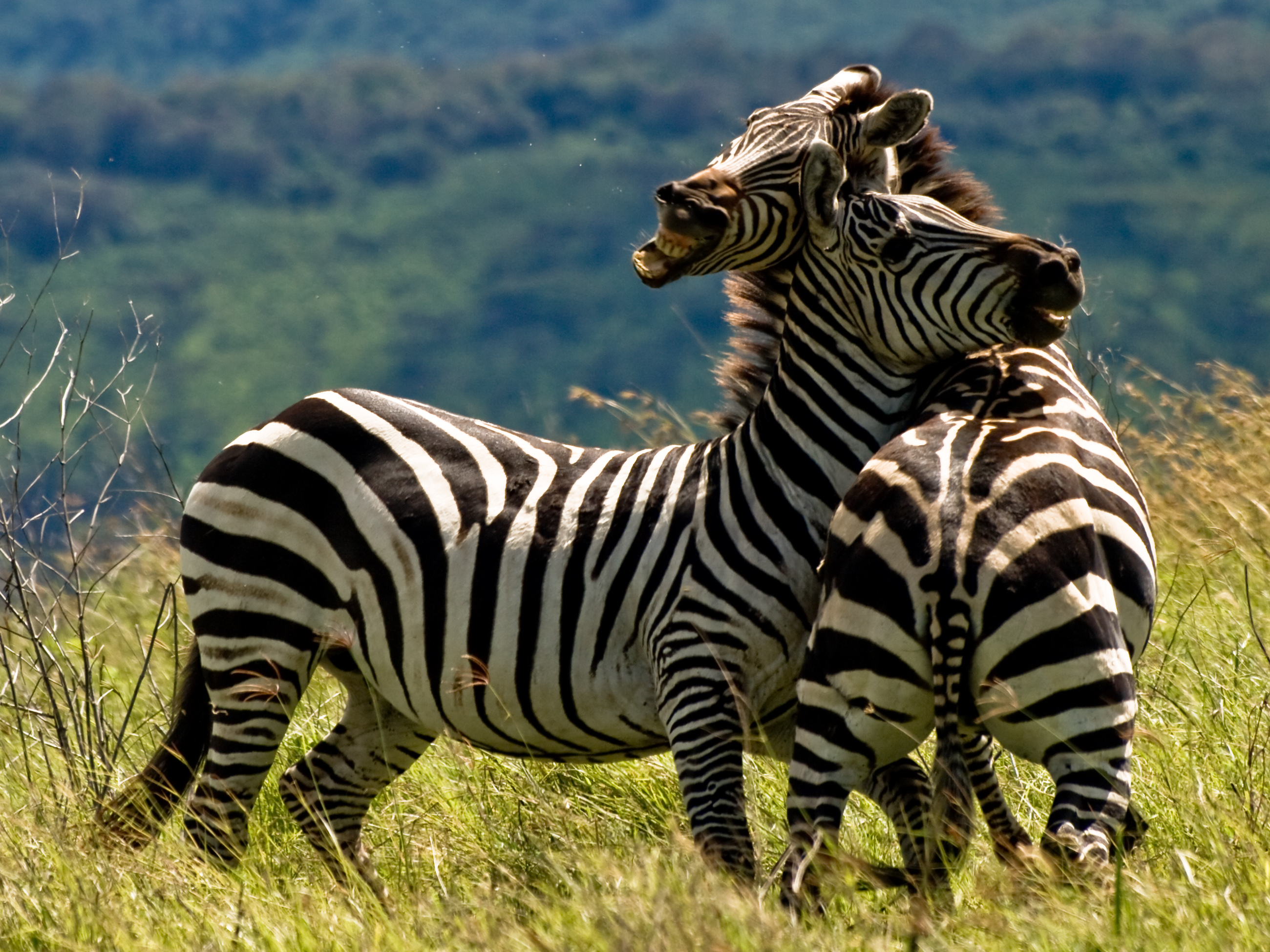
Zebras-da-planície machos às vezes disputam as fêmeas. Cratera de Ngorongoro, Tanzânia.

Zebras-da-planície são poligâmicas; um garanhão macho conduz e acasala com o harém de fêmeas. Competição entre machos não é significativa, uma vez que os machos obtêm uma fêmea, parece haver um "acordo de cavalheiros" entre os garanhões que esta fêmea foi tomada e não pode ser atraída para longe. As fêmeas não dão sinais externos de estro, com exceção de seu primeiro estro. Durante seu primeiro estro, as fêmeas sinalizam estado reprodutivo aos machos através da urina. Estas fêmeas assumem posições particulares com a cabeça para cima, como um cisne, pernas abertas e rabos para cima. Ela é, então, cortejada por vários machos na área, por ambos garanhões dominantes que já levam um harém e machos solteiros à procura de um harém.

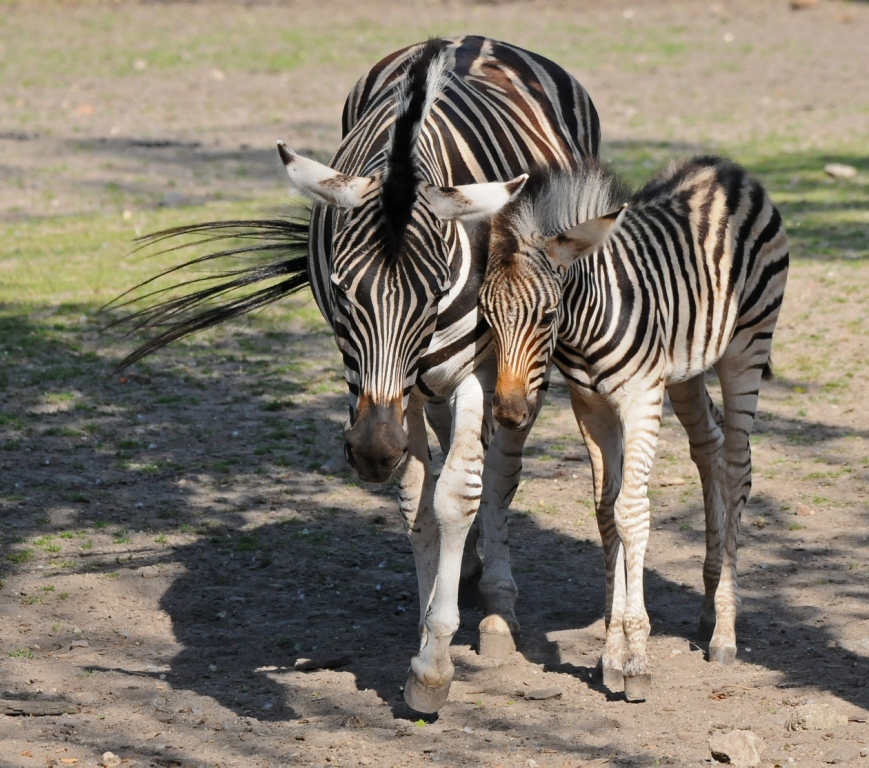
Fêmea de zebra-de-chapman (Equus quagga chapmani) com seu filhote. Zoológico de Delitzsch, Saxônia, Alemanha.

Eventualmente, pode-se tentar sequestrar a fêmea do seu grupo natal, mas o macho dominante, seu pai, tenta impedir, geralmente sem êxito. As fêmeas não ovulam durante o primeiro estro. Nos próximos dois anos após o seu primeiro estro, elas não vão copular com machos e podem deslocar-se de grupo em grupo, até se fixar em um harém para o resto de suas vidas. Garanhões lutam pelo acesso às fêmeas em seu primeiro estro. Os machos mordem, chutam com seus cascos, e circundam os seus concorrentes. O resultado é vital, porque o vencedor da luta obtém oportunidades de acasalamento para a vida. Os machos também mostram um excesso de comportamento carinhoso, para persuadi-las a entrar em seu harém.

#### Zebra-da-montanha
A época de reprodução de zebras de montanha dura todo o ano. Em E. z. zebra, há um pico de nascimento de dezembro a fevereiro. Em E. z. hartmannae, há picos de novembro a abril. O período de gestação para as duas subespécies é de aproximadamente um ano, e um potro é produzido por estação de monta. Filhotes pesam cerca de 25 kg no nascimento, e comprimento da cabeça e corpo é de cerca de 120 cm. Potros são desmamados por volta dos 10 meses de idade.

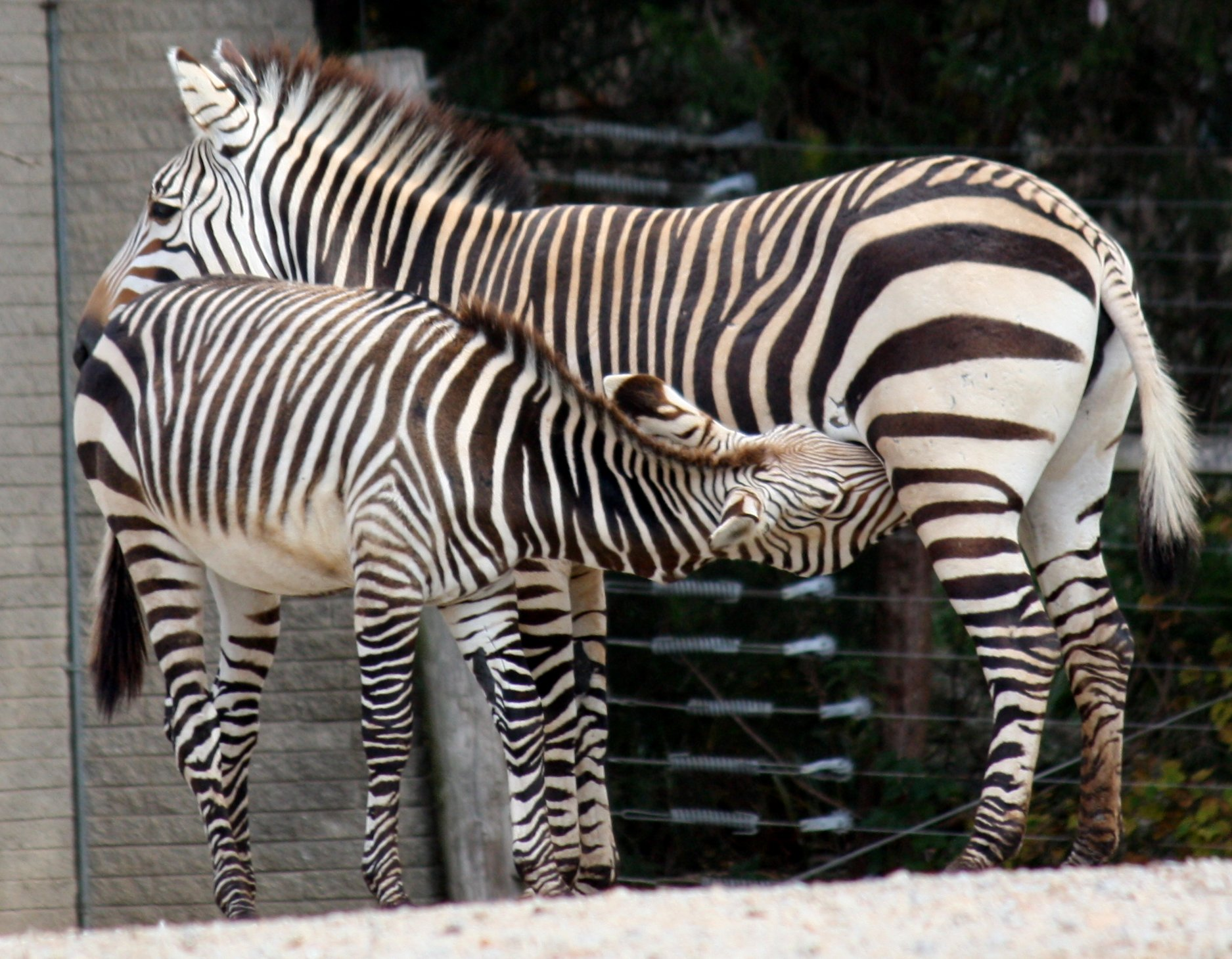
Zebra-da-montanha-de-hartmann amamentando seu filhote.

A idade da maturidade sexual em E. zebra diferente entre machos e fêmeas. Os testículos de E. z. hartmannae atingem o tamanho máximo em aproximadamente 42 meses de idade. Os machos são capazes de adquirir e manter um rebanho entre 5 a 6 anos. Zebras-da-montanha tem seu primeiro filhote entre 3 e 6 anos de idade, com a idade média de primeira parição sendo 66,5 meses. As fêmeas têm um intervalo de 1 a 3 anos, podendo permanecer reprodutivamente ativo até cerca de 24 anos de idade.
Um macho acasala com quaisquer fêmeas que entram em seu território, se elas estão em estro. Éguas são geralmente poliândricas e acasalam com um macho antes de mudar territórios e acasalar com outro, embora, por vezes, tornam-se éguas monogâmicas. Quando uma égua permanece em um único território, normalmente porque ela deseja os recursos que estão presentes nesse território, ela vai ficar com um único macho e acasalar apenas com ele.

#### Zebra-de-grevy
Zebras-de-grevy podem acasalar durante todo o ano, mas a maioria de reprodução ocorre de julho a agosto e setembro a outubro. Quando os recursos se tornam escassos, com uma queda na saúde corporal, as fêmeas podem não entrar em cio. Potros nascem após um período de 13 meses de gestação, geralmente nos meses chuvosos do ano. Picos geralmente ocorrem em maio e junho, o período de chuvas longas, e em novembro e dezembro, o período de chuvas de curta duração. O recém-nascido liberta-se da membranas amniótica e se arrasta em direção à cabeça de sua mãe. A mãe lambe-o para ficar limpo e ingere a membranas e algum líquido amniótico, que podem ser importantes para iniciar a lactação ou o vínculo maternal.

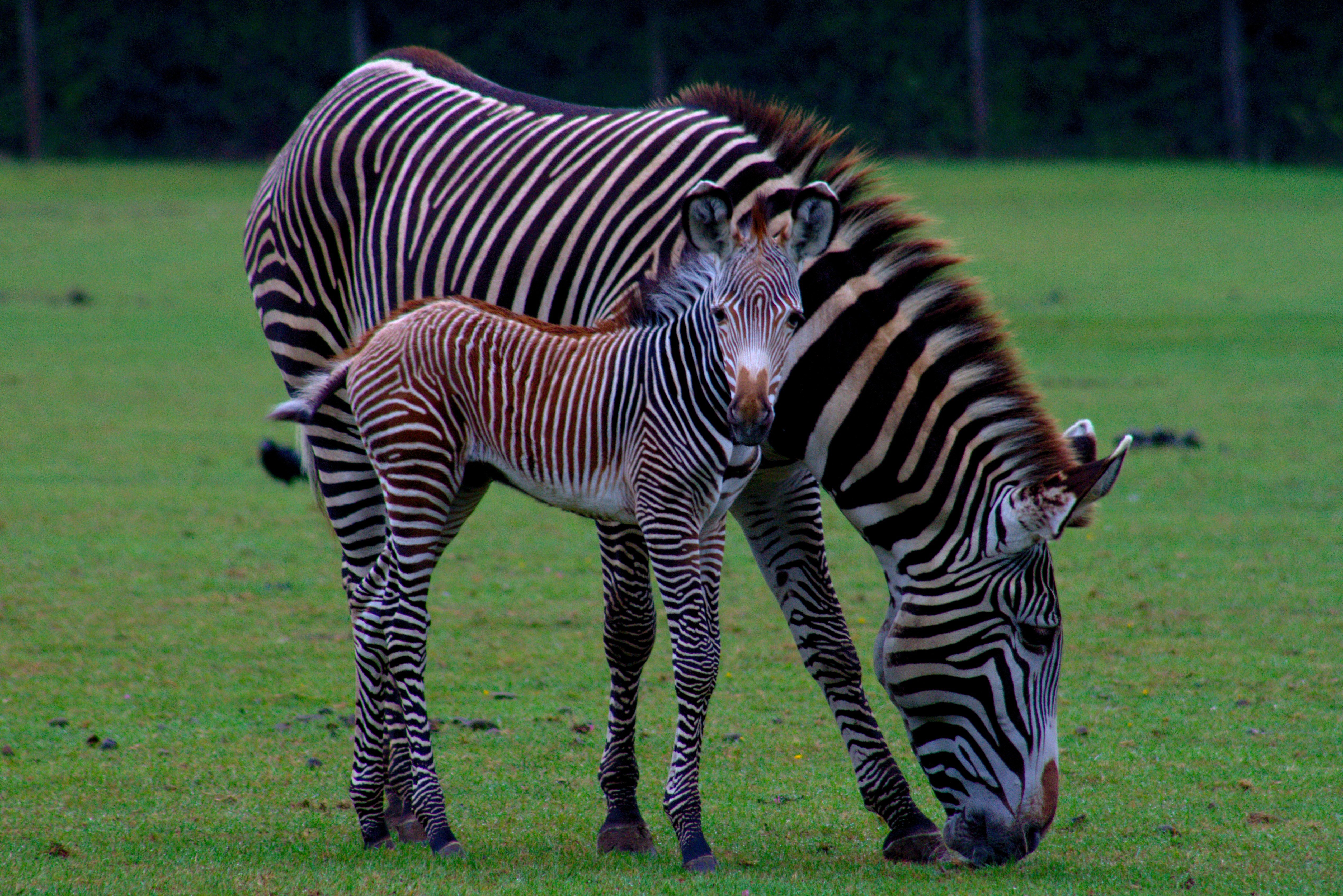
Zebra-de-grevy com seu fihote. Note a coloração castanho-avermelhada comum em filhotes de zebra. Hampshire, Inglaterra.

Potros levam uma média de 275 dias para serem desmamados. Uma vez desmamados, eles continuam a ficar com a mãe. As fêmeas se dispersam mais cedo do que os machos, e se dispersam com 13 a 18 meses e os machos muitas vezes ficam com a mãe por até 3 anos. Um potro recém-nascido é castanho-avermelhado com uma longa crista sobre as costas e barriga. Zebras fêmeas mantem outras zebras a uma distância de modo que o potro se vincule a mãe (cunhagem). Potros recém-nascidos podem caminhar apenas 20 minutos depois de nascer e correr depois de 40 minutos, que é uma adaptação muito importante de sobrevivência para esta espécie andante e migratória. Eles são dependentes de suas mães por leite até atingirem cerca de 6 a 8 meses de idade. As fêmeas atingem a maturidade sexual em torno dos 3 anos de idade e os machos atingem a maturidade sexual em torno dos 6 anos de idade. As fêmeas tendem a conceber uma vez a cada dois anos.

### Predação
Sua principal defesa é a corrida e atinge velocidades de até 64 km/h. Seu principal predador é o leão e a principal defesa é a corrida que pode fazer a até 64 km/h. Entretanto ela pode morder e dar coices, e existem registros de leões mortos por elas ao quebrar a mandíbula com seu poderoso coice. No entanto, um predador atacando provavelmente agarrará o pescoço do animal com um salto rápido, o que impede a zebra de agir.

## Dieta
Zebras são animais herbívoros e primordialmente pastam para se alimentar, mas também se alimentam de arbustos, folhas e galhos.

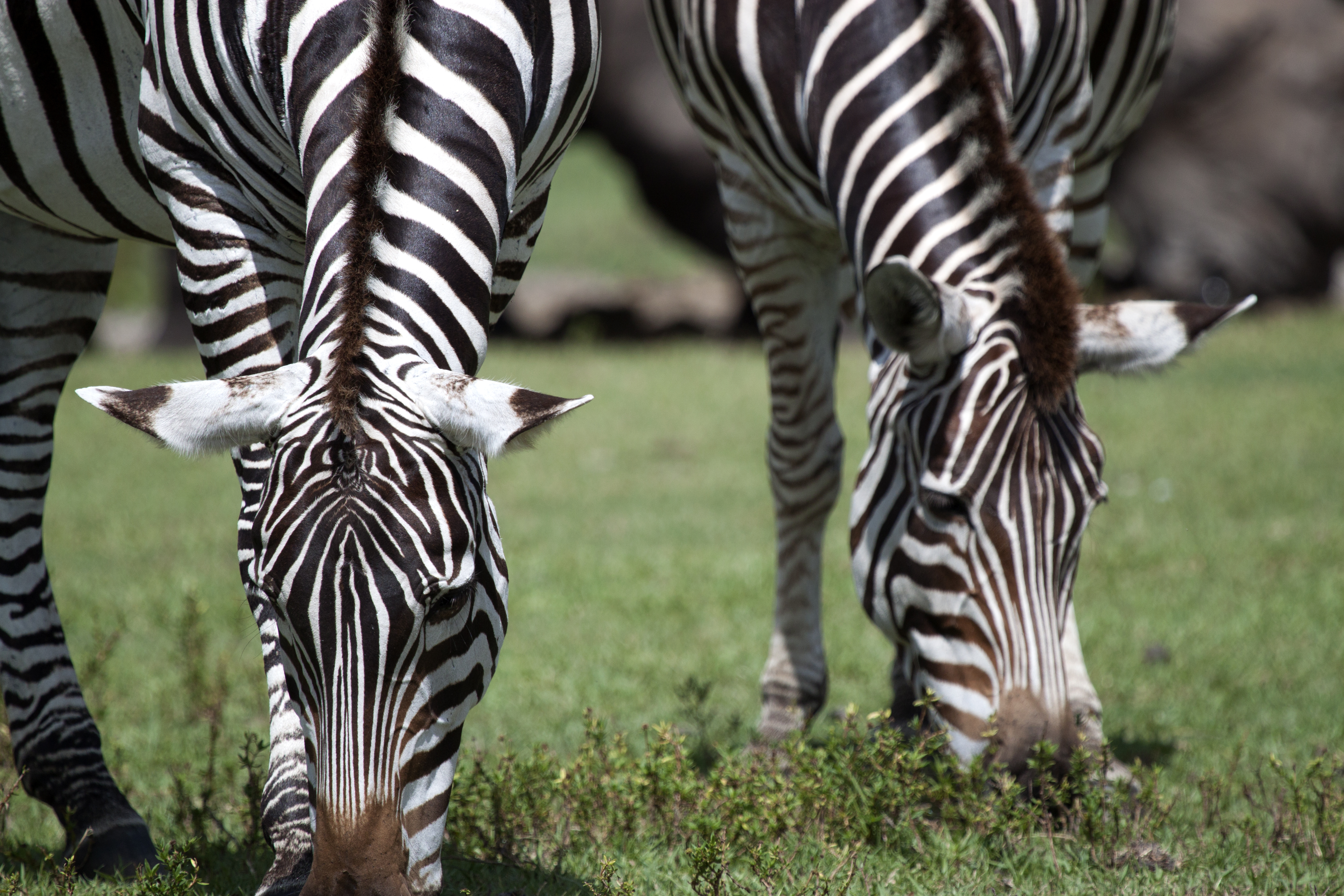
Zebras se alimentam primordialmente de pastagens.

Como resultado de um sistema digestivo intestino grosso eficiente, a zebra-da-planície é capaz de sobreviver mediante vegetação grossa o que seria insuficiente para satisfazer as exigências energéticas de outros ungulados. Como tal, a zebra-da-planície é capaz de fazer migrações de longa distância em busca de comida, e muitas vezes é a primeira espécie pastadora a colonizar áreas inexploradas de pastagens. Remove plantas de crescimento mais resistente e tem um papel ecológico importante em permitir que outros ungulados possam ter acesso à plantas macias de crescimento jovem. Em algumas partes de sua distribuição geográfica, a zebra-das-planícies é sedentária, enquanto em outros, como o Serengeti, ela passa por movimentos sazonais em resposta à disponibilidade de água.
Na época da seca, quando as gramíneas não são tão abundantes, folhas constituem até 30% da dieta das zebras-de-grevy. Zebras-de-grevy podem digerir diversos tipos e partes de plantas que o gado não pode. Zebras-de-grevy são dependentes de água e, muitas vezes, migram para pastagens ao alcance diário de água. A maioria das zebras-de-grevy podem sobreviver sem água por até cinco dias, mas as fêmeas lactantes devem beber pelo menos a cada dois dias, a fim de manter a produção de leite saudável.

## Conservação
A zebra-da-planície é a mais comum, ocorrendo por toda a savana africana.  Ocorre em inúmeras áreas protegidas em toda a sua gama, mas a perda de habitat e caça excessiva estão resultando em quedas localizadas em algumas áreas. Embora esses locais abriguem um grande número de zebra-das-planícies e proporcionem valiosos refúgios de caça ilegal e perda de habitat, esta espécie também parece estar triunfando em algumas partes não protegidas da sua gama. Entretanto, uma subespécie, o quagga, foi levada à extinção no final do século XIX por caça excessiva e a competição com o gado.
As principais ameaças à zebra-da-montanha (Equus zebra) incluem a perda e degradação de habitats, espécies exóticas invasoras, a caça, a perseguição, e os fatores intrínsecos, como uma faixa restrita. É listada como vulnerável. Em 1998, o número de zebras-da-montanha-do-cabo (Equus zebra zebra) aumentou de menos de 100 animais na década de 1950 para cerca de 1 200, com a maior população (reintroduzida), estimada em 250 em 1998, no Parque Nacional de Karoo. De 1998 a 2006, tem havido um aumento constante nas populações de zebras-do-cabo 1003-1389 em parques nacionais e reservas nacionais provinciais. Assim, a população zebras-do-cabo na África do Sul tem vindo a aumentar desde 1980. O tamanho atual da população é estimada em mais de 1.500 indivíduos (cerca de 500 maduros).

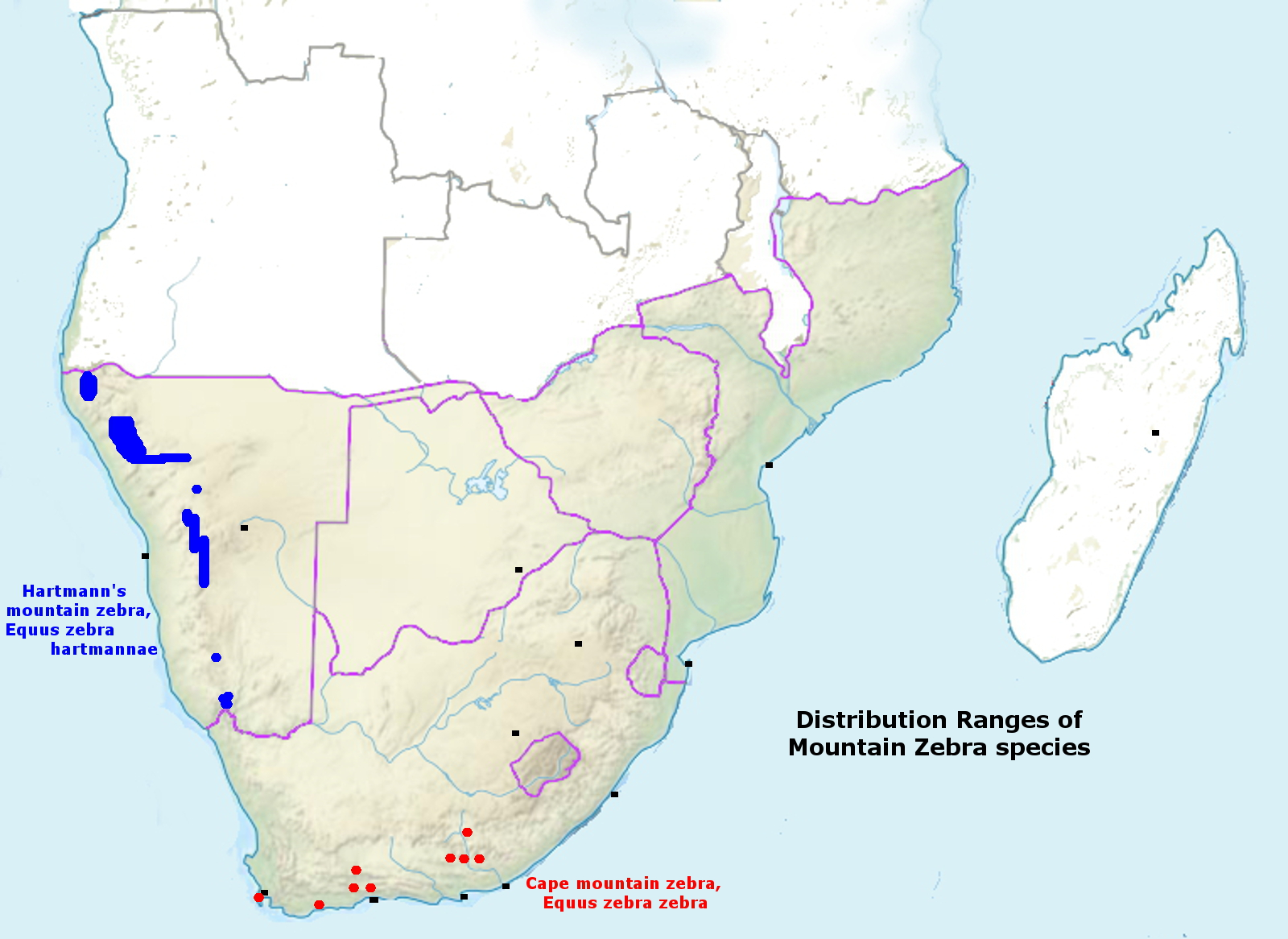
Em vermelho, distribuição de Equus zebra zebra, em azul de Equus zebra hartmannae.

Em 1998, a população de zebras-da-montanha-de-hartmann (Equus zebra hartmannae) foi estimada em cerca de 25.000, ou cerca de 8.300 indivíduos maduros. Dados limitados da Namíbia indicam que as populações estão a aumentar em terras comunais na parte noroeste do país; No entanto, não há informações sobre o estado das populações nas áreas protegidas, privadas e comunitárias no resto da Namíbia.
A situação mais grave é da zebra-de-grevy, cuja população caiu de 15 000 em 1970 para 2 500 em 2009 e é listada como "em perigo". As principais ameaças à zebra-de-grevy são: redução das fontes de água disponíveis; a degradação e perda do habitat devido ao sobre-pastoreio; competição por recursos; caça; e doença. No Quênia, a caça de peles no final de 1970 pode ter contribuído para o declínio observado, embora dados recentes sugerem que o declínio contínuo no país é atribuível ao baixo crescimento populacional devido à baixa sobrevivência juvenil. Um plano de conservação de 5 anos do Serviço de Vida Selvagem do Quênia, foi lançado em 25 de junho de 2008. O plano sugere a necessidade de um sistema de monitorização para estimar a dimensão da população da espécie, para avaliar a sua condição, para acompanhar os movimentos, e para determinar as causas de mortalidade. Equus grevyi foi previamente listado como um animal de caça no Quênia e agora está sendo atualizado para um animal protegido. Ele também é listado como protegido na Etiópia, embora proteção oficial tem sido limitada.

## Domesticação
Várias tentativas foram feitas para domesticar a zebra, sem êxito tal que se normalizasse a prática. Usar a zebra para fazer o trabalho de cavalos, mulas e burros foi uma ideia popular ao longo dos séculos, e houve tentativas generalizadas para o fazer. Apesar da sua elevada indomesticabilidade, o galego Pedro García Balboa registra relatos de que teriam sido utilizadas quatro zebras domesticadas em África para puxar uma carruagem real portuguesa. Poucas décadas após este registro, entre 1774-1776, a casa real portuguesa tentou domesticar treze zebras para este fim, ficando domadores feridos, sucedido relatado pela escocesa Janet Shaw, então de visita.

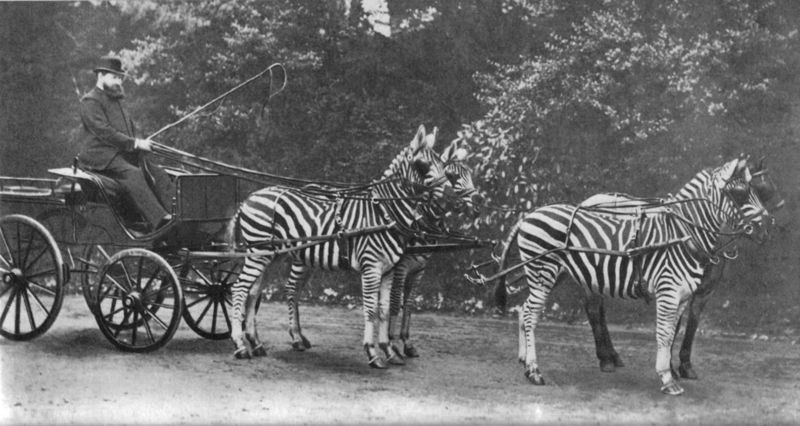
Walter Rothschild e sua famosa carruagem de zebras, que ele costumava usar em Londres.

Talvez a mais famosa destas tentativas, foi a do zoólogo Lionel Walter Rothschild. Ele fez um grande esforço para fazer zebras puxarem carruagens e dirigiu uma carruagem de 6 zebras até o Palácio de Buckingham, a fim de comprovar a viabilidade. Rothschild não treinou zebras para serem montadas. No seu entendimento, isso não seria prático por duas razões. Em primeiro lugar, são animais de pequeno porte e não animais com costas fortes o suficiente para suportar o peso de um homem. Além do mais, zebras são agressivas pois, naturais de África, os leões seriam o seu principal predador.
Em fins do século XIX, o governador George Grey importou zebras para a Nova Zelândia que havia cavalgado anteriormente na África do Sul, e usou-as para puxar sua carruagem em sua ilha privada Kawau.

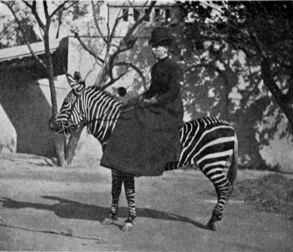
Alice Hayes a montar uma zebra.

O veterinário e capitão Matthew Horace Hayes, nos seus tratados equestres, comparou a utilidade de diferentes espécies de zebra, animal que observou na sua estadia na África do Sul. Hayes reporta em 1891 que amansara um exemplar garanhão de zebra-da-montanha, tornando-o dócil o suficiente para montar, em apenas dois dias. O animal foi tranquilizado o suficiente para a sua esposa ser fotografada em cima. Encarregado pelo exército britânico de resolver problemas dos cavalos das forças destacadas na região, ele também achou a zebra-da-planície fácil de domar, considerando-a ideal para serviço, já que era imune à picada da mosca tsé-tsé. Ele também considerou que o quagga (agora extinto) seria bem adequado à domesticação, por achá-lo notavelmente responsivo ao treino com sela e arreios.
Em 1907, Rosendo Ribeiro, o primeiro médico em Nairóbi, Quênia, usou uma zebra para visitas domiciliares.
Hoje ainda se encontra criadores que realizam este tipo de domesticação, com variados níveis de sucesso.

## Etimologia
O nome zebra deriva do nome zevro ou zebro, um equídeo selvagem, actualmente extinto, que vivia na Península Ibérica até o século XVI. Quando os navegadores portugueses chegaram ao Cabo da Boa Esperança, nos finais do século XV, encontraram uns equídeos riscados parecidos com o zebro, pelo que lhes deram o nome de zebras.